# Вільям Зорах
Зорах Горфінкель (англ. Zorach Gorfinkel; більш відомий як Вільям Зорах (англ. William Zorach; 28 лютого 1887, Юрбург, Російська імперія, нині Юрбаркас, Литва — 15 листопада 1966, Бат, Мен, США) — американський скульптор і художник-аквареліст.

## Життя та творчість
Народився в Литві в єврейській родині. У 1891 році сім'я переїхала на постійне місце проживання до США.
У 1901 році Вільям почав працювати підмайстром у літографа й, одночасно з підробітком, відвідував уроки малювання. До 1922 року тільки малював, але потім зацікавився скульптурою. У 1903—1906 роках навчався в Художній школі в Клівленді, в 1907—1908 роках — у Національній академії малюнка в Нью-Йорку.
Найбільшу популярність йому принесли монументальні вирізьблені фігури на громадських будівлях. Більшість скульптур Вільяма Зораха виготовлено з цільного шматка каменю або дерева.
В. Зорах — автор реалістичних скульптурних і живописних творів. Серед найвідоміших:
- «Дух танцю» (на будівлі Радіо-сіті-мьюзік-холу в Нью-Йорку),
- фігура Бенджаміна Франкліна (на будівлі міністерства пошти у Вашингтоні),
- «Дівчинка з кішкою» (1926, Нью-Йоркський музей модарного мистецтва),
- «Перемога» (мармур, 1945, Даун-таунська галерея, Нью-Йорк),
- «Мати і дитя» (Музей мистецтва Метрополітен, Нью-Йорк).

### Сім'я
У 1912 році одружився з американською художницею Маргаритою Зорах (до шлюбу Thompson). Їхня донька Дахлов Іпкар також стала художницею.

## Твори
- Zorach explains sculpture …. — NY, 1961.